# Пучков, Павел Иванович
Па́вел Ива́нович Пучко́в (8 февраля 1930 года, Харбин, Китай — 20 октября 2008 года, Москва, Российская Федерация) — советский и российский религиовед и этнограф, основатель новых научных дисциплин — географии религий и конфессионального картографирования, «крупный специалист по этнологии, религиоведению, этнической демографии и картографии», «ведущий российский специалист по географии религий и конфессиональному составу населения РФ», специалист по картографии религий и конфессиональной ситуации в современном мире. «Имел огромный авторитет в научном сообществе». «Почти все энциклопедии и карты, связанные с этнологией и религиоведением, изданные в России за последние 30 лет, создавались при его непосредственном участии», а «составленные им карты религий мира по степени детальности не имеют аналогов в мировой картографической практике».
Доктор исторических наук, профессор, руководитель Центра по изучению религий и этноконфессиональному картографированию Института этнологии и антропологии имени Н. Н. Миклухо-Маклая РАН.

## Биография
Родился 8 февраля 1930 года в Харбине в семье советского инженера, работавшего в Китае на КВЖД.
В 1947 году окончил среднюю школу с золотой медалью и поступил на восточно-экономический факультет Харбинского политехнического института.
В 1951 году окончил Харбинский политехнический институт по специальности «экономист».
После окончания института возглавил бюро переводов Генерального консульства СССР в Харбине и работал одним из редакторов «Бюллетеня местной прессы» Генерального консульства СССР, а также вёл специальные курсы в Харбинском политехническом институте.
В августе 1954 года вместе с семьей вернулся в СССР, поселившись в Караганде.
В 1954-1956 годы работал учителем географии в средней школе № 8, в 1955-1957 годах одновременно был учителем географии в средней школе рабочей молодёжи № 1.
В 1955—1956 годах читал лекции в районном обществе «Знание».
В 1956 году поступил на заочное отделение географического факультета Московского государственного университета имени М. В. Ломоносова. В 1957 году перевёлся на очное отделение и переселился из Караганды в Москву.
В 1961 году с отличием окончил МГУ по кафедре социально-экономической географии зарубежных стран, получив специальность «экономист-географ, преподаватель географии». Тема дипломной работы «Этническая география провинции Юньнань».
Был рекомендован Учёным советом факультета для поступления в аспирантуру Института этнографии АН СССР, которую окончил в 1964 году.
В 1964 году в Институте этнографии имени Н. Н. Миклухо-Маклая АН СССР защитил диссертацию на соискание учёной степени кандидата исторических наук по теме «Формирование современного этнического состава населения Центральной и Южной Меланезии».
С 1964 года работал в Институте этнографии (позднее — Институт этнологии и антропологии РАН) в лаборатории этнической статистики и картографии (заведующий — С. И. Брук). В эти годы неоднократно становился членом Организационных комитетов по проведению конференций, одной из которых была прошедшая в 1968 году Конференции по проблемам изучения Австралии и Океании.
В 1969 году назначен заместителем руководителя группы по изучению этнографической науки за рубежом (сектор по изучению зарубежной этнологии).
В середине 1970-х в течение нескольких лет он исполнял обязанности учёного секретаря, заместителя председателя, председателя Комиссии этнографии Московского отделения Географического общества СССР.
В 1976 году Институте этнографии имени Н. Н. Миклухо-Маклая АН СССР защитил диссертацию на соискание учёной степени доктора исторических наук по теме «Этническая ситуация в Океании: Основные проблемы»
В 1981 году становится заместителем заведующего лабораторией этнической статистики и картографии Института этнографии АН СССР. В 1989 году стал заведующим отделом этнической демографии и картографии Института этнографии.
В 1991 году стал членом-корреспондентом, а в 1996 году — действительным членом РАЕН (секция «Российская энциклопедия»).
В 1998 году создал и возглавил Центр изучения религий и этноконфессионального картографирования Института этнологии и антропологии РАН.
Руководил группой этнической и конфессиональной картографии и был советником Института этнологии и антропологии РАН.
Под научным руководством П. И. Пучкова были написаны и защищены «многие десятки дипломных и кандидатских работ» и он «был консультантом нескольких докторантов». «Его ученики живут не только в разных городах России, но и во многих странах мира».
Член экзаменационной комиссии по приёму вступительных экзаменов в аспирантуру и кандидатских экзаменов по специальности в Институте этнологии и Московском государственном лингвистическом университете.
Член Учёного совета ИЭА РАН, заместитель председателя Учёного совета по присуждению степени доктора исторических наук при ИЭА РАН, членом Ученого совета по присуждению степеней кандидата и доктора исторических наук при Российском университете дружбы народов.
Профессор историко-филологического факультета Российского университета дружбы народов.
Профессор кафедры мировой культуры Московского государственного лингвистического университета.
Владел китайским, английским и французским языками.

## Научная деятельность
Принимал активное участие в работе над справочными изданиями «Страны и народы» и «Атласом народов мира» (М., 1964).
В 1970-е годы продолжал усиленно заниматься подготовкой атласов и карт, и «практически все выходившие карты этнического состава были созданы при его участии».
В 1975-1977 годы вместе с Центральным картографическим производством ВМФ СССР П. И. Пучков участвовал в подготовке двухтомника «Атласа океанов», получив личную благодарность и грамоту от Главнокомандующего ВМФ Советского Союза Адмирала Флота Советского Союза С. Г. Горшкова.
В 1975 году выпустил монографию «Современная география религий», где «весьма объективно показана религиозная ситуация в мире, что было большой редкостью в те годы негативного отношения к религии». Коллеги П. И. Пучкова отмечают, что «эта работа стала фактически учебником для нескольких поколений будущих этнографов и была одной из немногих советских монографий по религии, признанных зарубежным научным сообществом». В 1978 году она была издана в Италии под названием «Le religioni nel mondo d’oggi».
В 1980-е годы был членом редакционных коллегий журналов «Советская этнография», «Природа», ежегодника «Расы и народы», заместителем председателя главной редакционной коллегии двадцатитомного географо-этнографического издания «Страны и народы». Один из авторов «Атеистического словаря».
В 1990-е годы главное внимание учёного было обращено на создание никогда прежде в Советском Союзе не выходивших конфессиональных карт.
В это же время П. И. Пучков являясь заместителем главного редактора энциклопедии «Народы и религии мира» работает над её созданием совместно с другими учёными. В этой энциклопедии имеется 240 статей П. И. Пучкова, посвящённых разным конфессиям мира.
В 2000-е годы продолжает плодотворно заниматься конфессиональным картографированием, составляя карты религий, как настенные, так и включенные в атласы, энциклопедии и другие издания. В эти же годы П. И. Пучков пишет статьи для различных энциклопедий, в том числе для «Большой Российской энциклопедии».
Автор-составитель «Карты религий Московской области», на которой было отражено более 90 конфессий: от старообрядчества до Аум синрикё.
Выступил руководителем коллектива составителей карты «Религии Российской Федерации».
Автор более 600 научных работ (более 500 статей и 8 монографий, «главы в коллективных монографиях и учебниках, статьи в научных журналах, энциклопедические статьи, этнические и конфессиональные карты»), более 100 карт. Труды П. И. Пучкова издавались в России и за рубежом (в США, Франции, Германии, Испании и других странах).
Область научных интересов: этническая история и этнический состав населения Австралии и Океании, проблемы языковой классификации народов и динамика этнической структуры населения мира, конфессиональная ситуация в мире в её историческом развитии, проблемы соотношения этносов и конфессий, этническая демография, этническое и конфессиональное картографирование.
Выступал с докладами на международных конгрессах, конференциях, симпозиумах в США, Канаде, Швейцарии, Венгрии,
Мексике.
Работал как приглашённый научный сотрудник на факультете теологии и религиоведения Королевского колледжа Лондонского университета.

## Общественная деятельность
В 1970—1980-е годы был членом правления Ассоциации дружбы с народами стран Южной и Юго-Восточной Азии.
С 1970-х годов он принимал существенное участие в подготовке переписей населения в СССР и России, в частности в
составлении перечней народов.
Соавтор законопроекта «Основы правового статуса коренных малочисленных народов России».
Член экспертного совета Комитета по делам национальностей Государственной Думы Российской Федерации.
Эксперт Совета по взаимодействию с религиозными организациями при Президенте РФ.
Член Экспертного совета по проведению государственной религиоведческой экспертизы при Министерстве юстиции РФ.

## Научные труды

### Монографии
на русском языке
- Пучков П. И. Численность и расселение народов мира (1962)
- Пучков П. И. Население Океании. Этногеографический обзор. — М.: Наука, Главная редакция восточной литературы, 1967.
- Пучков П. И. Формирование населения Меланезии. — М.: Наука, Главная редакция восточной литературы, 1968.
- Пучков П. И. «Современная география религий» / Академия наук СССР. — М. : Наука, 1975. — 182, [2] с. — (Научно-атеистическая серия).
- Пучков П. И. «Этническая ситуация в Океании» (1983)
- Пучков П. И. Этническое развитие Австралии. — М.: Наука, Главная редакция восточной литературы, 1987 (гл. V написана О. Ю. Артемовой и В. Р. Кабо).
- Казьмина О. Е., Пучков П. И. Основы этнодемографии (недоступная ссылка). Учеб. пособие. — М.: Наука, 1994. — 253 с. (копия)
- Пучков П. И., Казьмина О. Е. Религии современного мира — М.: Изд-во Университета Российской академии, 1998
- Пучков П. И., Казьмина О. Е. Религиозные организации современного мира. — М.: Издательство Московского университета, 2010. — 368 с. ISBN 5-211-05892-5

на других языках
- On the processes of present-day ethnic evolution of the population of Oceania. М.: Наука, 1964.
- Le religioni nel mondo d’oggi. Milano: Teti editore, 1978

### Энциклопедии и словари
Атлас народов мира
- Пучков П. И. Распространение религий мира // Атлас народов мира. М.: Главное управление геодезии и картографии Государственного геологического комитета СССР и Институт этнографии им. Н. Н. Миклухо-Маклая АН СССР, 1964.
- Пучков П. И. Таблицы «Численность и расселение народов мира по странам и частям света на середину 1961 года», «Этнический состав населения стран мира» (в части Австралии и Океании)// Атлас народов мира. М.: Главное управление геодезии и картографии Государственного геологического комитета СССР и Институт этнографии им. Н. Н. Миклухо-Маклая АН СССР, 1964.

Краткая географическая энциклопедия
- Пучков П. И. Австралийцы (аборигены и англоавстралийцы);
- Пучков П. И. Гавайцы;
- Пучков П. И. Маори;
- Пучков П. И. Меланезийцы;
- Пучков П. И. Микронезийцы;
- Пучков П. И. Новозеландцы;
- Пучков П. И. Папуасы;
- Пучков П. И. Полинезийцы;
- Пучков П. И. Самоанцы;
- Пучков П. И. Таитяне
- Пучков П. И. Тонганцы
- Пучков П. И. Фиджийцы
- Пучков П. И. Чаморро

Большая советская энциклопедия
- Земля (раздел «Человек и Земля») / Пучков П. И. // Евклид — Ибсен. — М. : Советская энциклопедия, 1972. — (Большая советская энциклопедия : [в 30 т.] / гл. ред.  А. М. Прохоров ; 1969—1978, т. 9).

Советская историческая энциклопедия
- Пучков П. И. Разделы статьи «Этнография» «Важнейшие этнографические исследовательские учреждения», «Важнейшие этнографические общества», «Важнейшие периодические и серийные издания по вопросам этнографии» // Советская историческая энциклопедия. Т. 16. М.: Советская энциклопедия, 1976.

Страны и народы
- Пучков П. И. Современная география религий // Земля и человечество. Общий обзор. 20-томное географо-этнографическое издание «Страны и народы» — М.: Мысль, 1978.
- Пучков П. И. Вануату // Австралия и Океания. Антарктида. 20-томное географо-этнографическое издание «Страны и народы». — М.: Мысль, 1981.
- Пучков П. И. Микронезия // Австралия и Океания. Антарктида. 20-томное географо-этнографическое издание «Страны и народы». — М.: Мысль, 1981.
- Пучков П. И. Новая Каледония // Австралия и Океания. Антарктида. 20-томное географо-этнографическое издание «Страны и народы». — М.: Мысль, 1981.
- Пучков П. И. Остров Джонстон // Австралия и Океания. Антарктида. 20-томное географо-этнографическое издание «Страны и народы». — М.: Мысль, 1981.
- Пучков П. И. Остров Пасхи // Австралия и Океания. Антарктида. 20-томное географо-этнографическое издание «Страны и народы». — М.: Мысль, 1981.
- Пучков П. И. Остров Уэйк // Австралия и Океания. Антарктида. 20-томное географо-этнографическое издание «Страны и народы». — М.: Мысль, 1981.
- Пучков П. И. Острова Мидуэй // Австралия и Океания. Антарктида. 20-томное географо-этнографическое издание «Страны и народы». — М.: Мысль, 1981.
- Пучков П. И. Острова Уоллис и Футуна // Австралия и Океания. Антарктида. 20-томное географо-этнографическое издание «Страны и народы». — М.: Мысль, 1981.
- Пучков П. И. Питкэрн // Австралия и Океания. Антарктида. 20-томное географо-этнографическое издание «Страны и народы». — М.: Мысль, 1981.
- Пучков П. И. Раздел «Население и этнокультурные особенности» очерка «Океания. Введение» // Австралия и Океания. Антарктида. 20-томное географо-этнографическое издание «Страны и народы» — М.: Мысль, 1981.
- Пучков П. И. Разделы «Население» и «Культура» очерка «Австралия» // Австралия и Океания. Антарктида. 20-томное географо-этнографическое издание «Страны и народы» — М.: Мысль 1981.
- Пучков П. И. Разделы «Население» и «Культура» очерка «Новая Зеландия» // Австралия и Океания. Антарктида. 20-томное географо-этнографическое издание «Страны и народы». — М.: Мысль, 1981.
- Пучков П. И. Соломоновы Острова // Австралия и Океания. Антарктида. 20-томное географо-этнографическое издание «Страны и народы». — М.: Мысль, 1981.
- Пучков П. И. Фиджи // Австралия и Океания. Антарктида. 20-томное географо-этнографическое издание «Страны и народы». — М.: Мысль, 1981.
- Пучков П. И. Французская Полинезия // Австралия и Океания. Антарктида. 20-томное географо-этнографическое издание «Страны и народы». — М.: Мысль, 1981.

Демографический энциклопедический словарь
- Пучков П. И. Австралия // Демографический энциклопедический словарь. — М.: Советская энциклопедия, 1985.
- Пучков П. И. Вануату // Демографический энциклопедический словарь. — М.: Советская энциклопедия, 1985.
- Пучков П. И. Западное Самоа // Демографический энциклопедический словарь. — М.: Советская энциклопедия, 1985.
- Пучков П. И. Кирибати // Демографический энциклопедический словарь. — М.: Советская энциклопедия, 1985.
- Пучков П. И. Науру // Демографический энциклопедический словарь. — М.: Советская энциклопедия, 1985.
- Пучков П. И. Новая Зеландия // Демографический энциклопедический словарь. — М.: Советская энциклопедия, 1985.
- Пучков П. И. Папуа-Новая Гвинея // Демографический энциклопедический словарь. — М.: Советская энциклопедия, 1985.
- Пучков П. И. Соломоновы Острова // Демографический энциклопедический словарь. — М.: Советская энциклопедия, 1985.
- Пучков П. И. Тонга // Демографический энциклопедический словарь. — М.: Советская энциклопедия, 1985.
- Пучков П. И. Тувалу // Демографический энциклопедический словарь. — М.: Советская энциклопедия, 1985.
- Пучков П. И. Фиджи // Демографический энциклопедический словарь. — М.: Советская энциклопедия, 1985.

Народы мира: Историко-этнографический справочник
- Пучков П. И. Религиозный состав населения мира // Народы мира: Историко-этнографический справочник. — М.: Советская энциклопедия, 1988.

Энциклопедический словарь юного историка
- Пучков П. И. Народы мира и их классификация // Энциклопедический словарь юного историка. 4-е изд. — М.: Педагогика-Пресс, 1997.
- Пучков П. И. Этнография // Энциклопедический словарь юного историка. 4-е изд. — М.: Педагогика-Пресс, 1997.

Народы и религии мира (240 статей)
Российская цивилизация. Этнокультурные и духовные аспектыЭнциклопедический словарь
- Пучков П. И. Язычество // Российская цивилизация. Этнокультурные и духовные аспекты: Энциклопедический словарь. — М.: Республика, 2001.

Российское казачествоНаучно-справочное издание
- Пучков П. И., Соколова З. П. Вводный раздел // Российское казачество: Научно-справочное издание. М., 2003

Большая Российская энциклопедия
- Народы и языки / Пучков П. И. // А — Анкетирование. — М. : Большая российская энциклопедия, 2005. — (Большая российская энциклопедия : [в 35 т.] / гл. ред. Ю. С. Осипов ; 2004—2017, т. 1). — ISBN 5-85270-329-X.

Encyclopedia of World’s Minorities
- Altaians // Encyclopedia of the World’s Minorities. Chicago, IL: Fitzroy Dearborn Publishers, 2005.
- Euronesians // Encyclopedia of the World’s Minorities. Chicago, IL: Fitzroy Dearborn Publishers, 2005.
- Monegasque // Encyclopedia of the World’s Minorities. Chicago, IL: Fitzroy Dearborn Publishers, 2005.
- Religious Separatism // Encyclopedia of the World’s Minorities. Chicago, IL: Fitzroy Dearborn Publishers, 2005.
- Russia // Encyclopedia of the World’s Minorities. Chicago, IL: Fitzroy Dearborn Publishers, 2005.

Миры человека
- Пучков П. И. Адвентисты седьмого дня // Миры человека. М.: Астрель, 2005.
- Пучков П. И. Англикане // Миры человека. М.: Астрель, 2005.
- Пучков П. И. Баптизм // Миры человека. М.: Астрель, 2005.
- Пучков П. И. Другие протестантские деноминации // Миры человека. М.: Астрель, 2005.
- Пучков П. И. Кальвинизм // Миры человека. М.: Астрель, 2005.
- Пучков П. И. Католики восточных обрядов // Миры человека. М.: Астрель, 2005.
- Пучков П. И. Католицизм // Миры человека. М.: Астрель, 2005.
- Пучков П. И. Квакеры // Миры человека. М.: Астрель, 2005.
- Пучков П. И. Маргинальные протестантские деноминации // Миры человека. М.: Астрель, 2005.
- Пучков П. И. Методизм // Миры человека. М.: Астрель, 2005.
- Пучков П. И. Моравские братья // Миры человека. М.: Астрель, 2005.
- Пучков П. И. Перфекционизм // Миры человека. М.: Астрель, 2005.
- Пучков П. И. Пятидесятничество // Миры человека. М.: Астрель, 2005.
- Пучков П. И. Ранние формы религиозных верований // Миры человека. М.: Астрель, 2005.
- Пучков П. И. Религии мира // Миры человека. М.: Астрель, 2005.
- Пучков П. И. Свидетели Иеговы // Миры человека. М.: Астрель, 2005.

### Статьи
на русском языке
- Пучков П. И. Народы Австралии и Океании // Численность и расселение народов мира. — М.: Издательство АН СССР, 1962.
- Пучков П. И. К вопросу о процессах современного этнического развития населения Океании / Докл. на VII Междунар. конгр. антропологических и этнографических наук. М.: Наука, 1964.
- Пучков П. И. Формирование современного этнического состава населения Океании // Советская этнография. 1964. № 5.
- Пучков П. И.Этнолингвистическая классификация населения Океании // Тез. докл. на конф. по языкам Юго-Восточной Азии. М.: Наука, 1964.
- Пучков П. И. Дивергенция языков и проблема корреляции между языком и расой
- Пучков П. И. Австралия и Океания // Население земного шара. М.: Наука, 1965.
- Пучков П. И. Антарктида // Население земного шара. М.: Наука, 1965.
- Пучков П. И. Раздел «Религиозный состав населения»; подраздел «Австралия и Океания» в разделе «Естественное движение населения, его рост и численность по континентам и отдельным странам» // Население мира. — М.: Политиздат, 1965.
- Пучков П. И. Программы по истории первобытного общества, этнографии, спецкурсу «Формирование современного этнического состава населения мира» // Учебные программы по специальности «история» историко-филологического факультета Университета дружбы народов. М.: Университет дружбы народов, 1966.
- Пучков П. И. Введение к материалам комиссии этнографии // Материалы Московского филиала Географического общества СССР. История географических знаний и историческая география. Этнография. Вып. 2. М.: МФГО, 1967
- Пучков П. И. Системы классификации океанийских языков и этнолингвистическая классификация народов Океании // Языки Юго-Восточной Азии. —М.: Наука, Главная редакция восточной литературы, 1967.
- Пучков П. И. К анализу этнической ситуации в Океании // Вопросы истории. — 1968. — № 10.
- Пучков П. И. Введение к материалам комиссии этнографии // Материалы Московского филиала Географического общества СССР. История географических знаний и историческая география. Этнография. Вып. 3. М.: МФГО, 1969.
- Пучков П. И. Науру — новое независимое государство Океании // Советская этнография. — 1969. — № 2.
- Пучков П. И. Введение к материалам комиссии этнографии // Материалы Московского филиала Географического общества СССР. История географических знаний и историческая география. Этнография. Вып. 4. М.: МФГО, 1970.
- Пучков П. И. К вопросу об историко-культурном районировании Океании // Материалы Московского филиала Географического общества СССР. История географических знаний и историческая география. Этнография. Вып. 4. М.: МФГО, 1970.
- Пучков П. И. Этническая и языковая ситуация на Фиджи // Австралия и Океания (история и современность). М.: Наука, Главная редакция восточной литературы, 1970.
- Пучков П. И. Борьба с расистской идеологией и этнографическая наука // Советская этнография. — 1971. — № 5.
- Пучков П. И. Введение к материалам комиссии этнографии // Материалы Московского филиала Географического общества СССР. История географических знаний и историческая география. Этнография. Вып. 5. М.: МФГО, 1971.
- Пучков П. И. Использование лингвистических данных в этнической картографии // Ареальные исследования в языкознании и этнографии: Тез. докл. и сообщ. — Л.: Наука, Ленинградское отделение, 1971.
- Пучков П. И. Раздел «Общий обзор» (подразделы «Население», «Языки», «Религии») // Океания. — М.: Наука, Главная редакция восточной литературы, 1971.
- Пучков П. И. Демографические тенденции в Океании // Расы и народы. Вып. 3. — М.: Наука, 1973.
- Пучков П. И. О соотношении конфессиональной и этнической общностей // Советская этнография. 1973. № 6.
- Пучков П. И. Подраздел об Океании раздела «Национальный вопрос» // Зарубежный Восток и современность (основные закономерности и специфика развития освободившихся стран). Т. 2. — М.: Наука, Главная редакция восточной литературы, 1974.
- Пучков П. И. Этноязыковые проблемы Океании // Бюллетень Советского национального Тихоокеанского комитета АН СССР. 1974. № 1.
- Пучков П. И. Современная конфессиональная ситуация в Океании и её влияние на этническое развитие океанийских стран // Советская этнография. — 1975. — № 5.
- Пучков П. И. Современное состояние основных конфессий // Религия и церковь в современную эпоху. — М.: Мысль, 1976
- Пучков П. И. Этноязыковые проблемы в Океании // Проблемы изучения Австралии и Океании (История, экономика, этнография). — М.: Наука, Главная редакция восточной литературы, 1976.
- Пучков П. И. Языковая ситуация и национально-языковые проблемы в странах Океании // Расы и народы. Вып. 6. — М.: Наука, 1976.
- Пучков П. И. Население Океании: происхождение и современный этнический состав // Земля и люди, 1977. — М.: Мысль, 1977.
- Пучков П. И. Картографирование лингвистическое, конфессиональное, расовое // Проблемы этнической географии и картографии. — М.: Наука, 1978.
- Пучков П. И. Этнически смешанные территории в Океании // Ареальные исследования в языкознании и этнографии. Кратк. сообщ. — Л.: Наука, Ленинградское отделение, 1978.
- Пучков П. И. Программы по истории первобытного общества, этнографии, спецкурсу «Проблемы современной этнической ситуации» // Программы для специальности «История» Университета дружбы народов. — М.: Университет дружбы народов, 1979.
- Пучков П. И. Гл. «Народы Австралии и Океании» // Этнография. — М.: Высшая школа, 1982.
- Пучков П. И. Народонаселение Океании // Океания. — М.: Наука, Главная редакция восточной литературы, 1982.
- Пучков П. И. Уоллис и Футуна // Океания. — М.: Наука, Главная редакция восточной литературы, 1982.
- Пучков П. И. Этническая ситуация в Океании. — М.: Наука, Главная редакция восточной литературы, 1983.
- Пучков П. И. Этнические процессы в Австралии и Океании // Этнические процессы в современном мире. — М.: Наука, 1987.
- Пучков П. И. Этнос и религия // Этнические процессы в современном мире. — М.: Наука, 1987.
- Пучков П. И. Некоторые проблемы протоэтногенеза // Исчезнувшие народы. — М.: Наука, 1988.
- Пучков П. И. Комментарий к таблицам о национальном и языковом составе населения по данным переписи 1939 г. // Всесоюзная перепись населения 1939 года. Основные итоги. — М.: Наука, 1992.
- Пучков П. И. Гл. «Народы Австралии и Океании» // Этнология. — М.: Наука, 1994
- Пучков П. И. Заселение и освоение Нового Света. Неолит и энеолит в Азии, Африке, Австралии и Океании // Вопросы истории. — 1995. — № 2.
- Пучков П. И. Африка и Азия как место возникновения и ранней эволюции человека. Появление в Азии и Африке человека современного вида и его ранние культуры // Вопросы истории. — 1995. — № 1.
- Пучков П. И. Дивергенция языков и образование языковых семей // Вопросы истории. — 1995. — № 3.
- Пучков П. И. Рец. на: Ю. И. Семёнов. Экономическая этнология // Вопросы истории. — 1995. — № 10.
- Пучков П. И. К вопросу о классификации религий // Этнос и религия. — М.: ИЭА РАН, 1998.
- Пучков П. И. Таблица «Религии, их направления и течения, важнейшие деноминации» // Этнос и религия. — М.: ИЭА РАН, 1998.
- Пучков П. И. Нужен ли вопрос о религиозной принадлежности в переписи населения России 2002 года? // Исторический вестник. 2001. № 2-3 (13-14).
- Пучков П. И. Религиозные верования народов Севера, Сибири и Дальнего Востока // Цивилизации мира. — М.: ИЭА РАН, 2003.
- Пучков П. И. Конфессиональный состав // Московская область. История. Культура. Экономика. — М.: Издательско-продюсерский центр «Дизайн. Информация. Картография», 2004.
- Пучков П. И. Религии в современном мире // Мифы, религии. — М.: Знание, 2004.
- Пучков П. И. Рец. на: Н. Ф. Мокшин. Мифология мордвы // Этнографическое обозрение. 2005. № 5.
- Пучков П. И. Народы // Большая книга России. — СПб.: Астрель, 2006.
- Пучков П. И. Этноконфессиональные общности // Вера. Этнос. Нация. Религиозный компонент этнического сознания. — М.: Культурная революция, 2007.

на других языках
- Un peuple aux cent noms Paris // Etudes sovietiques. 1965. № 213 (в соавт. с С. И. Бруком).
- Linguistic problems of ethnic consolidation of the aboriginal population of Oceania // Report to XI Pacific Science Congress М.: Наука, 1966
- Цікава книга в етнічноï географiï Украïни. // Народна творчість та етнографія. — 1966. — № 1.
- Small peoples of a large country. // Soviet Life. — 1968. — № 7.
- Ethnodemographic processes in the Russian Federation // Anthropology & Archeology of Eurasia. 1995. Vol. 34. № 1 (в соавт. с О. Е. Казьминой).

### Карты
- 14 карт по Австралии и Океании (масштаб от 1:1 000 000 до 1:30 000 000), 3 мировые карты в части Австралии и Океании (масштаб 1:80 000 000) // Атлас народов мира. М.: Главное управление геодезии и картографии Государственного геологического комитета СССР и Институт этнографии им. Н. Н. Миклухо-Маклая АН СССР, 1964.
- Настенная «Карта народов мира (учебная)» в части Австралии и Океании (масштаб 1:20 000 000). М.: Главное управление геодезии и картографии Государственного геологического комитета СССР, 1964.
- Настенная «Карта народов мира (учебная)» в части Австралии и Океании (масштаб 1:20 000 000). М.: Главное управление геодезии и картографии Государственного геологического комитета СССР, 1964.
- Карта «Народы Австралии и Океании» // Физическая география частей света. 2-е изд. М.: Просвещение, 1966.
- Настенная «Карта народов мира (учебная)». 3-е изд., в части Австралии и Океании (масштаб 1:20 000 000). М.: Главное управление геодезии и картографии при Совете Министров СССР, 1968.
- «Этнографическая карта Австралии и Океании» (масштаб 1:60 000 0000) // Большая Советская энциклопедия. 3-е изд. Т. 1. М.: Сов. энциклопедия, 1969.
- Настенная «Карта народов мира (учебная)». 4-е изд., в части Австралии и Океании (масштаб 1:20 000 000). М.: Главное управление геодезии и картографии при Совете Министров СССР, 1969.
- 3 этнические карты историко-этнографических областей Океании // Сказки и мифы Океании. М.: Наука, Главная редакция восточной литературы, 1970.
- Настенная карта «Плотность населения мира» в части Австралии и Океании (масштаб 1:15 000 000). М.: Главное управление геодезии и картографии при Совете Министров СССР, 1970.
- Настенная «Карта народов мира (учебная)», 5-е изд., в части Австралии и Океании (масштаб 1:20 000 000). М.: Главное управление геодезии и картографии при Совете Министров СССР, 1971.
- Настенная карта «Плотность населения мира» в части Австралии и Океании (масштаб 1:20 000 000). М.: Главное управление геодезии и картографии при Совете Министров СССР, 1971.
- Настенная «Карта народов мира (учебная)», 6-е изд., в части Австралии и Океании (масштаб 1 : 20 000 000) М.: Главное управление геодезии и картографии при Совете Министров СССР, 1972.
- Настенная карта «Плотность населения мира», 2-е изд., в части Австралии и Океании (масштаб 1:20 000 000). М.: Главное управление геодезии и картографии при Совете Министров СССР, 1972.
- Настенная карта «Плотность населения мира», 3-е изд., в части Австралии и Океании (масштаб 1:20 000 000). М.: Главное управление геодезии и картографии при Совете Министров СССР, 1979
- Карта «Население Океании и Австралии» (масштаб 1:25 000 000) // Атлас океанов. Т. 1: Тихий океан. М.: Главное управление геодезии и картографии при Совете Министров СССР, 1974.
- Настенная карта «Плотность населения мира», 4-е изд., в части Австралии и Океании (масштаб 1:20 000 000). М.: Главное управление геодезии и картографии при Совете Министров СССР, 1975.
- Настенная «Карта народов мира (учебная)», 7-е изд., в части Австралии и Океании (масштаб 1:20 000 000). М.: Главное управление геодезии и картографии при Совете Министров СССР, 1975.
- Настенная «Карта народов мира (учебная)», 8-е изд., в части Австралии и Океании (масштаб 1:20 000 000). М.: Главное управление геодезии и картографии при Совете Министров СССР, 1976.
- Карта «Население океанических островов» // Атлас океанов. Т. 2: Атлантический и Индийский океаны. М.: Главное управление навигации и океанографии Министерства обороны СССР, 1977.
- Настенная карта «Народы и плотность населения мира» в части Австралии и Океании (масштаб 1:20 000 000). М.: Главное управление геодезии и картографии при Совете Министров СССР, 1977.
- Настенная карта «Народы и плотность населения мира», 2-е изд., в части Австралии и Океании (масштаб 1:20 000 000). М.: Главное управление геодезии и картографии при Совете Министров СССР, 1978.
- Настенная карта «Народы и плотность населения мира», 3-е изд., в части Австралии и Океании (масштаб 1:20 000 000). М.: Главное управление геодезии и картографии при Совете Министров СССР, 1979.
- Карты «Народы Австралии и Океании», «Народы острова Новая Гвинея и прилегающих островов» // Австралия и Океания. Антарктида. 20-томное географо-этнографическое издание «Страны и народы». М.: Мысль, 1981.
- Карта «Народы Австралии и Океании» (масштаб 1:60 000 000) // Народы мира: Историко-этнографический справочник. М.: Советская энциклопедия, 1988.
- Карта «Религии народов России» (масштаб 1:25 000 000) // Народы России: Энциклопедия. М.: Большая Российская энциклопедия, 1994.
- Настенная 4-листная карта «Народы России и сопредельных стран» (масштаб 1:4 000 000). М.: Федеральная служба геодезии и картографии России, Производственное картосоставительское объединение «Картография», 1995 (в соавт. с С. И. Бруком, Л. С. Винокуровой, М. М. Клениной, И. Г. Клюевой).
- Карта «Народы» (масштаб 1:36 000 000) // Малый атлас России. Новосибирск: Федеральная служба геодезии и картографии России, Новосибирская картографическая фабрика, 1997 (в соавт. с С. И. Бруком и О. Е. Казьминой).
- Карта «Народы» (масштаб 1:50 000 000) // Географический атлас России. М.: Федеральная служба геодезии и картографии России, Производственное картосоставительское объединение «Картография», 1997 (в соавт. с С. И. Бруком).
- Карта «Религии» (масштаб 1:50 000 000) // Географический атлас России. М.: Федеральная служба геодезии и картографии России, Производственное картосоставительское объединение «Картография», 1997 и 1998.
- Карта «Религии мира» (масштаб 1:50 000 000). М.: Федеральная служба геодезии и картографии России, Производственное картосоставительское объединение «Картография», 2000.
- «Карта народов» (России) (карта) // Новая Российская энциклопедия. М.: Энциклопедия, 2003.
- «Народы» [карта] // Экологический атлас России. М.: Географический факультет МГУ им. М. В. Ломоносова, 2003.
- «Население России» (карта). Омск: Омская картографическая фабрика, 2003.
- «Конфессии Московской области» (карта) // Московская область. История. Культура. Экономика. М.: ИПЦ «Дизайн. Информация. Картография», 2004.
- «Народы» (настенная карта). Федеральная служба геодезии и картографии России, Производственное картосоставительское объединение «Картография», 2004.
- «Религии» (настенная карта). Федеральная служба геодезии и картографии России, Производственное картосоставительское объединение «Картография», 2004.
- «Австралия и Океания. Народы» (карта) // Новая Российская энциклопедия. М.: Энциклопедия, 2005.
- «Азия. Народы» (карта) // Большая Российская энциклопедия. Т. 1. М.: Большая Российская энциклопедия, 2005.
- «Африка. Народы» (карта) // Большая Российская энциклопедия. Т. 1 М.: Большая Российская энциклопедия, 2005.
- «Африка. Народы». Карта // Новая Российская энциклопедия. Т. 2. М.: Энциклопедия, 2005.
- «Зарубежная Азия. Народы» (карта) // Новая Российская энциклопедия. Т. 2. М.: Энциклопедия, 2005.
- «Народы Российской Федерации» (Настенная карта). Федеральная служба геодезии и картографии России, Производственное картосоставительское объединение «Картография», 2005.
- «Народы Россия» (карта) // Большая Российская энциклопедия. Т. 1. М.: Большая Российская энциклопедия, 2005.
- Карты «Народы Севера Европейской части России» (масштаб 1:5 000 000), «Народы Урала и Поволжья» (масштаб 1:5 000 000), «Народы Северного Кавказа» (масштаб 1:5 000 000) // Национальный атлас России. Т. III. М.: Производственное картосоставительское объединение «Картография» Федеральной службы геодезии и картографии России, 2007.
- Настенная карта «Народы Приволжского федерального округа» (масштаб 1:1 500 000). М.: Федеральная служба геодезии и картографии России, Верхневолжское аэрогеодезическое предприятие (в соавт. с Л. С. Винокуровой, В. Ю. Зориным, О. Е. Казьминой).
- Настенная карта «Религии Приволжского федерального округа» (масштаб 1:1 500 000) М.: Федеральная служба геодезии и картографии России, Верхневолжское аэрогеодезическое предприятие (в соавт. с Л. С. Винокуровой, В. Ю. Зориным, О. Е. Казьминой).

### Прочее
- Классификации языков

## Награды
- Лауреат премии им. Н. Н. Миклухо-Маклая АН СССР (1984)[4][6] — за книги: «Население Океании. Этнографический обзор», «Формирование населения Меланезии», «Этническая ситуация в Океании»;
- Лауреат Государственной премии СССР (1987)[6];
- Лауреат Государственной стипендии для выдающихся учёных (1996—1997)[6];
- Лауреат Государственной премии Российской Федерации (2001)[4] — за цикл историко-этнографических работ о народах и религиях мира;
- Заслуженный деятель науки Российской Федерации (2002)[4].

## Память
С 6 по 8 октября 2010 года в Казани проходил XVIII Международный научный симпозиум «Интеграция археологических и этнографических исследований», посвященный 80-летию со дня рождения Павла Ивановича Пучкова и 80-летию со дня рождения Альфреда Хасановича Халикова.